# الجمعية العلمية السعودية للغات والترجمة
الجمعية العلمية السعودية للغة والترجمة تأسست الجمعية بناءً على الموافقة على إنشائها من لدن مجلس جامعة الإمام محمد بن سعود الإسلامية في جلسته المنعقدة يوم الإثنين 10 شعبان 1424 هـ، الموافق 6 أكتوبر 2003 م، ومقرها كلية اللغة والترجمة بجامعة الإمام بالرياض. وهي جمعية اللغة الأولى على مستوى المملكة العربية السعودية.

## أهداف الجمعيّة
- تنمية الفكر العلمي في مجال اللغة والترجمة والعمل على تطويره وتنشيطه.
- تحقيق التواصل العلمي بين أعضاء الجمعية.
- تقديم المشورة العلمية في مجال اللغة والترجمة.
- تطوير الأداء العلمي والمهني لأعضاء الجمعية.
- تيسير تبادل الإنتاج العلمي والفكري العلمية في مجالات اللغة والترجمة بين الهيئات والمؤسسات المعنية داخل المملكة وخارجها.
- الإسهام في التعريف بالكفاءات العلمية المؤهلة في مجالات اللغة والترجمة.
- دعم وتشجيع البحوث العلمية في مجالات تخصص الجمعية.[2]

## أنشطة الجمعية
- تقديم الاستشارات العلمية في مجالات اللغة والترجمة وما يتصل بها في مجال المعرفة، ونشر نتائج هذه البحوث وتوزيعها وتبادلها مع الهيئات العلمية داخل المملكة وخارجها.
- تأليف الكتب العلمية وترجمتها ونشرها في مجال اللغة والترجمة وما يتصل بها من مجالات أخرى.
- إجراء الدراسات العلمية لتطوير جوانب الممارسة التطبيقية.
- عقد الندوات والحلقات الدراسية والدورات في مجال اهتمام الجمعية وتخصصها.
- إصدار الدراسات والنشرات والدوريات والمجلات العلمية المحكمة وغير المحكمة التي تتصل بمجالات اهتمامها.
- المشاركة في المعارض والمؤتمرات والندوات المحلية والدولية ذات العلاقة.
- دعوة العلماء والمفكرين ذوي العلاقة للمشاركة في نشاطات الجمعية وذلك وفق الإجراءات المنظمة لذلك.
- تنظيم رحلات علمية لأعضاء الجمعية وإقامة مسابقات علمية في مجال تخصصها.

## عضوية الجمعية

### أولاً: يدخل في عضوية الجمعية كل من
- المختصون في اللغة والترجمة (اللسانيات/ الأدب/ الترجمة)
- المهتمون بدراسات اللغة والترجمة.
- الهيئات والجمعيات والمؤسسات المهتمة بتخصص الجمعية وتكون عضويتها بصفتها الاعتبارية أو بعضوية أعضائها الخاضعة لشروط العضوية وإجراءاتها العامة والخاصة.[3]

### ثانياً: أنواع العضوية وشروطها

#### عضوية عاملة
- يقبل في عضويتها من تتوفر فيه شروط الجمعية من الحاصلين على دبلوم أو درجة علمية عليا في إحدى مجالات الجمعية.

#### عضوية انتساب
- الطلاب الجامعيون في مجال اللغة والترجمة.
- العاملون والمهتمون في مجال الجمعية ممن لا يتوفر فيهم شرط المؤهل العلمي المحدد للعضوية العاملة. ويعفى العضو المنتسب من 50 % من قيمة الاشتراك السنوي، ويجوز له حضور جلسات الجمعية العمومية، ولجانها المختلفة، والاشتراك في المناقشات دون أن يكون له حق التصويت.[3]

## أعضاء مجلس إدارة الجمعية
تم انتخاب أول مجلس إدارة للجمعية في شهر ربيع الأول من عام 1425 هـ، ويتكون المجلس الحالي من:
- د/أحمد بن عبد الله البنيان جامعة الإمام محمد بن سعود الإسلامية رئيس مجلس الإدارة
- د/صالح بن حمد السحيباني جامعة الإمام محمد بن سعود الإسلاميةنائب الرئيس
- د/قاسم بن حسين دهل جامعة الإمام محمد بن سعود الإسلامية أمين المجلس
- د/ محمد بن عبد الله القضيعين جامعة الإمام محمد بن سعود الإسلامية أمين المال
- د/وليد بن بليهش العمري مجمع الملك فهد لطباعة المصحف الشريف بالمدينة المنورة أمين البحث العلمي والنشر
- أ/ ثامر بن عبد الرحمن القديمي شركة فينيل العربية أمين العلاقات الخارجية والإعلام

## مجلة عين

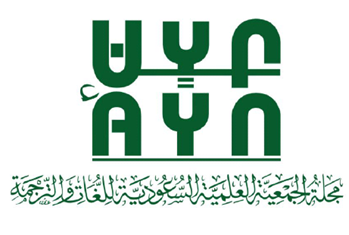
مجلّة عين العلمية المحكّمة

هي مجلة علمية محكَّمة تعُنى بقضايا اللغة، والترجمة، والأدب، تصدرها الجمعية العلمية السعودية للغة والترجمة.

## أهداف مجلة عين
- تهدف مجلة عين إلى أن تكون عيناً للمهتمين، والمختصين، والباحثين على عالم اللغة، والترجمة، والأدب، بصورته الرُحبى، كما تهدف إلى تشجيع الباحثين، والقرّاء على تشكيل هذه صورة من خلال توفير المساحة اللازمة لذلك.
- تهدف مجلة عين إلى أن تكون معيناً لا ينضب، ومنهلاً عذباً دفَّاقاً، ينهل منه كل من يهتم بمجالات النشر فيها.
- تهدف مجلة عين إلى أن تكون عيناً للمهتمين للاطلاع على بواطن اللغة، والترجمة، والأدب، ودواخلها، وتجلية المعلومة، وقشع سحب الجهل بها. فمجلة عين تستمد شمول أهدافها من ثراء اللغة العربية التي تنوعت فيها معاني لفظة ”عين“ فهي بعون الله عين، من عين، من عين.

## مجالات النشر في عين
- البحوث والدراسات التي تُعنى بعلوم اللغة النظرية واللغويات تطبيقية والترجمة بتنوع مجالاتها، وقضايا الأدب.
- التقارير الوصفية لواقع اللغة، والترجمة، والأدب في مؤسسة، أو دولة، أو قارة، أو ثقافة ما.
- ترجمات البحوث العلمية، المتقنة في اللغة، والترجمة، والأدب، مع اعتبار وتقديم التي تكون إلى اللغة العربية.
- المراجعات العلمية، والعروض عن المنشورات ذات العلاقة.
- التقارير عن المؤتمرات، والندوات، والمعارض ذات الصلة.
- تتعهد هيئة التحرير بالنظر بجدية في جميع المشاركات الواردة إليها، التي تتحقق فيها الشروط والضوابط المشار إليها في قواعد النشر.

## لغة النشر في عين
تنشر عين المشاركات الواردة إليها بجميع اللغة دون تمييز بينها.

## قواعد النشر في عين
يشترط في البحوث والدراسات المراد نشرها في عين القواعد التالية:
- أن تكون ضمن نطاق اهتمامات المجلة، ومحققة لأهدافها.
- ألا تكون منشورة، أو مقدمة للنشر لجهة أخرى، وتقديمها للنشر في المجلة يُعدُّ التزاماً من الباحث بالنشر في المجلة دون غيرها.
- أن تتميز بالأصالة، والإضافة العلمية، وسلامة اللغة.
- أن تلتزم بالموضوعية والحياد، وقواعد البحث العلمي المعمول بها في مؤسسات البحث الأكاديمي، وبخاصة فيما يتعلق بدقة المعلومات، والتوثيق.
- ترفق المشاركات بملخصين إحداهما باللغة العربية، والآخر باللغة الإنكليزية، مهما كانت لغة البحث، بحيث يكون فيه استعراض وافٍ لما جاء في البحث.
- ترفق سيرة ذاتية للباحث، تبرز فيها أعماله العلمية، ونشاطاته العملية، مع ملخص لها في أربعة أسطر بأبرز إنجازاته.
- يشترط في قبول المشاركات المقدمة توافر هيئة تحكيم مُتقِنة للغة المشاركة، تتحقق فيها الشروط اللازمة لأداء مهمتها.

## منهج التوثيق في عين
على المشاركين مراعاة التالي:
- الاهتمام بتبويب البحث، واستخدام العناوين الرئيسة والفرعية ما أمكن
- العناية بتوثيق جميع الاقتباسات، وعزو الآراء إلى أصحابها.
- إتباع الأعلام الأجنبية المشار إليها في المشاركة بطريقة التهجئة السليمة لاسم العلم بالأحرف اللاتينية.
- تضمين قائمة المراجع جميع الأوعية العلمية المشار إليها في البحث.
- استيفاء البيانات الخاصة بجميع المراجع، وإتباع الأنظمة والمقاييس السائدة في سردها.
- إثبات حواشي كل صفحة في أسفل الصفحة نفسها، مع عدم الإطالة فيها، ومراعاة أن يدرج في المتن ما يمكن إدراجه.
- عند النقحرة (نقحرة) بين اللغة يتبع نظام النقحرة المقر الرئيسي من مكتبة الكونغرس.
- إن استدعت المشاركة أن تُدعم بالصور، نأمل إرفاق نسخ ورقية من الصور، أو إرسالها بهيئة إلكترونية عالية الوضوح.

## منهج النشر في عين
- يفاد الباحث بوصول مشاركته حال ورودها إلى المجلة.
- تطلع هيئة التحرير على المشاركة، لضمان تحقيقها لأهداف المجلة.
- بعد رفع كل ما إلى يشير صاحب المشاركة، تُحال المشاركات التي تتحقق فيها الشروط لهيئة تحكيم، للنظر وإبداء الرأي فيها. وتماشيا مع المواصفات العالمية للتحكيم، وتحقيقاً لنزاهة العملية التحكيمية، فإن أيا من المحكمين والباحثين لا تكشف هوياتهم للآخر، بأي حال.

## هيئة تحرير عين
- د. أحمد بن عبد الله البنيان "رئيس التحرير"
- د. وليد بن بليهش العمري "مدير التحرير"
- د. صالح بن حمد السحيباني
- د. محمد بن عبد الله القضيعين
- د. قاسم بن حسين دهل
- أ. ثامر بن عبد الرحمن القديمي
- أ.محمد سعدون العنزي "سكرتير رئيس التحرير"

### الهيئة الاستشارية لمجلة عين
- أ. د. منى بيكر  جامعة مانشستر، بريطانيا
- أ. د. باسل حاتم الجامعة الأمريكية بالشارقة
- د. حسين عبد الرؤوف جامعة ليدز – بريطانيا
- د. علي درويش [رئيس تحرير مجلة Translation Quarterly Watch-أستراليا]
- أ.د. محمود بن إسماعيل صالح جامعة الملك سعود – الرياض
- أ.د. عزت بن عبد المجيد خطاب جامعة الملك سعود – الرياض
- د. عبد العزيز بن محمد السبيل وكيل وزارة الثقافة والإعلام للشؤون الثقافية
- د. منصور بن محمد الغامدي مدينة الملك عبد العزيز للعلوم والتقنية، الرياض
- د. هند تركي السديري جامعة الأميرة نورة بنت عبد الرحمن
- د. مصطفى آبي (كلية إعداد المعلمين – المدينة المنورة)

## روابط ذات صلة
- الجمعية العلمية السعودية للغة والترجمة
- منتديات الجمعية التفاعلية
- جامعة الإمام محمد بن سعود الإسلامية